# La posta in gioco (film)
La posta in gioco è un film del 1988 diretto da Sergio Nasca.
Il film, con protagonisti Lina Sastri, Turi Ferro e Vittorio Caprioli, tratto da un libro del giornalista Carlo Bollino, è ispirato ad un fatto veramente accaduto a Nardò, cittadina in provincia di Lecce dove è stato anche girato, ed è incentrato sulla vicenda dell'assessore Renata Fonte.
Fu inoltre il primo film che vide sullo schermo Christian Brando, figlio del noto attore Marlon Brando.

## Trama
A Nardò, durante la notte del 31 marzo 1984, un sicario uccide l'assessore comunale Renata Fonte, del Partito Repubblicano Italiano. Il movente appare quello politico, ma le indagini seguono anche altre piste, a cominciare dalla mafia. I veri mandanti non saranno mai scoperti.